# Belvédère-Campomoro
Belvédère-Campomoro (korsisch Belvidè è Campumoru; italienisch Belvedere-Campomoro) ist eine französische Gemeinde mit 195 Einwohnern (Stand: 1. Januar 2022) auf der Mittelmeerinsel Korsika. Sie gehört zum Département Corse-du-Sud, zum Arrondissement Sartène und zum Kanton Sartenais-Valinco. Die Bewohner werden Belvédérais und Belvédéraises genannt.

## Geografie
Das Siedlungsgebiet besteht aus den Dörfern
- Belvédère (auf Korsisch Belvidè),
- Campomoro (auf Korsisch Campumoru),
- Caselle,
- Calanova,
- Portigliolo (auf Korsisch Purtiddolu),
- Lecci e Murla.

Diese Ortschaften sind Streusiedlungen. Mit Ausnahme von Belvédère befinden sie sich unmittelbar bei der Meeresküste. Die Nachbargemeinden sind
- Propriano im Nordosten,
- Bilia und Grossa im Osten,
- Sartène im Süden.

## Bevölkerungsentwicklung
| Jahr      | 1962 | 1968 | 1975 | 1982 | 1990 | 1999 | 2008 | 2012 | 2020 |
| --------- | ---- | ---- | ---- | ---- | ---- | ---- | ---- | ---- | ---- |
| Einwohner | 118  | 90   | 82   | 106  | 128  | 135  | 165  | 153  | 159  |

## Sehenswürdigkeiten
- Genueserturm Tour de Campomoro aus dem 16. Jahrhundert, seit 1992 als Monument historique eingeschrieben
- Menhir von Capo-di-Luogo aus der Jungsteinzeit, seit 1862 als Monument historique klassifiziert
- Dolmen A Tola, mit fehlender Deckenplatte
- Kirche San-Giovanni in Campomoro
- Kapelle Saint-Laurent in Belvédère
- Haus Lorenzi De Bradi, ehemaliges Zollhaus
- Schloss Durazzo aus dem 19. Jahrhundert

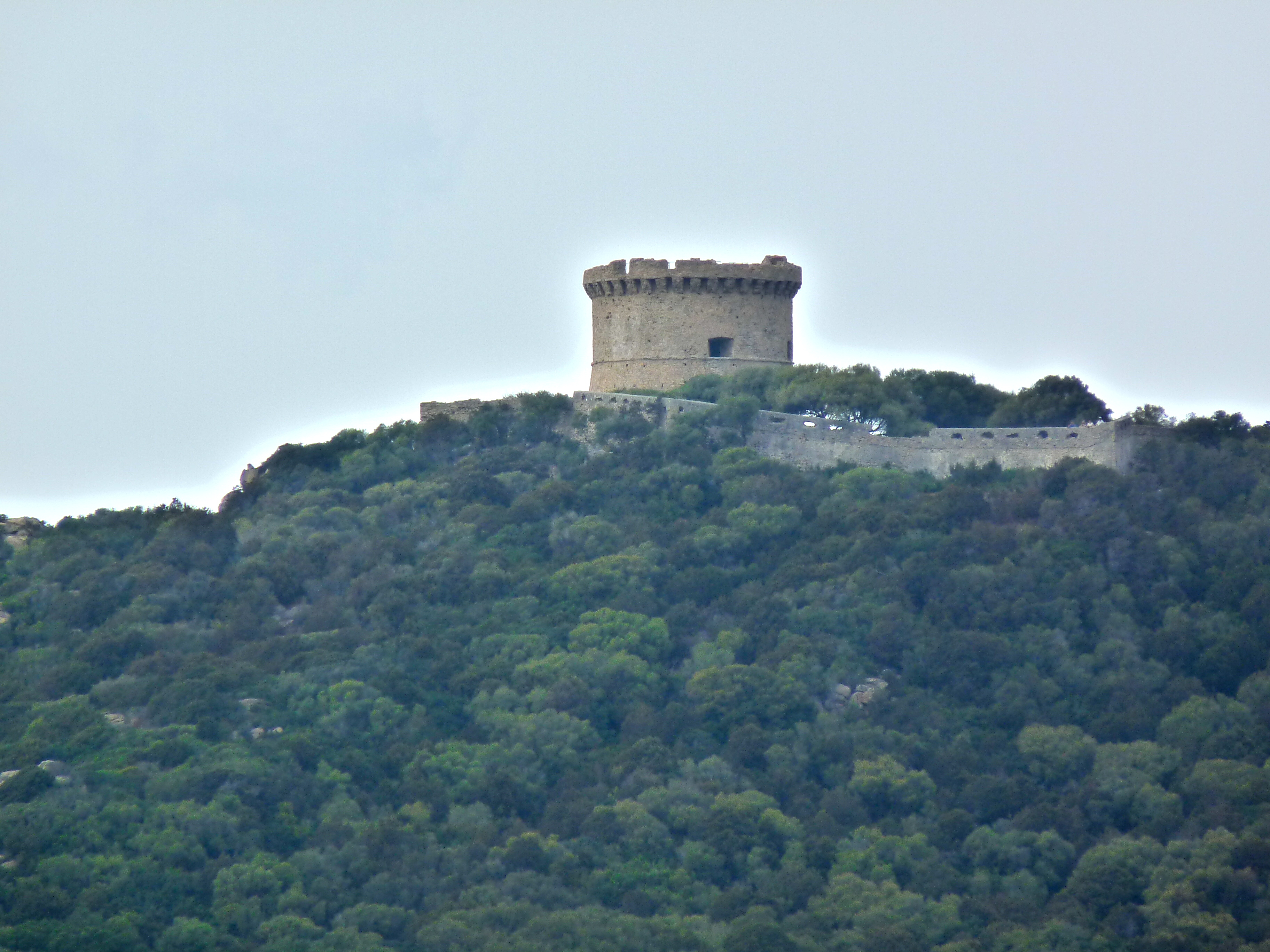
Tour de Campomoro
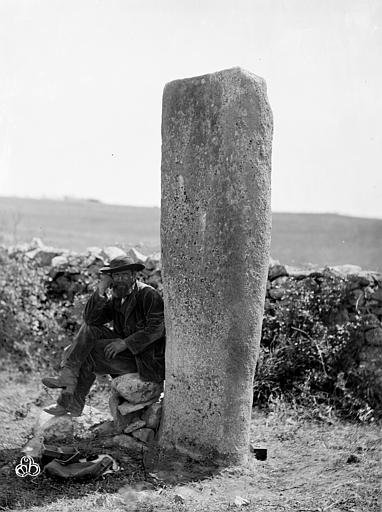
Menhir Capo-di-Luogo auf einer Aufnahme von 1883
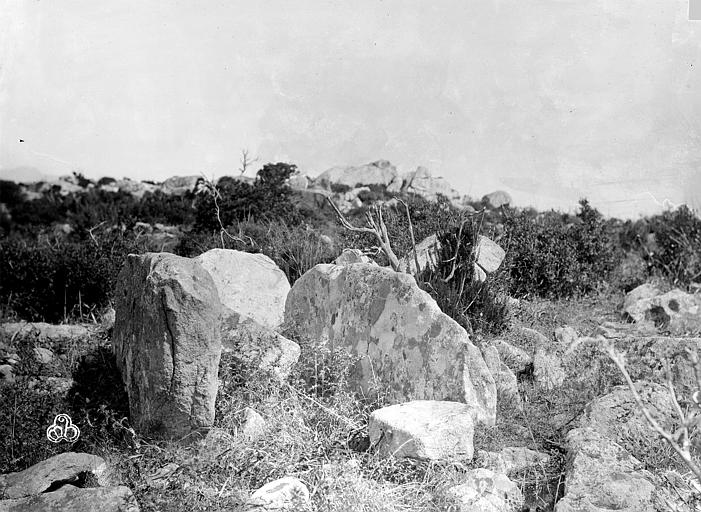
Dolmen A Tola